# Klugia palpalis
Klugia palpalis là một loài ruồi trong họ Tachinidae.